# Radio Capitani coraggiosi
Radio Capitani coraggiosi è stato un programma radiofonico e un programma televisivo andato in onda il venerdì sera, dall'8 gennaio al 5 febbraio e il 1º aprile 2016, dalle 19 alle 21 sulle frequenze di RTL 102.5. I conduttori della trasmissione sono stati Gianni Morandi e Claudio Baglioni con la partecipazione di Angelo Baiguini, direttore artistico di RTL 102.5.

## Il programma
Il programma vede il ritorno in tv dei due artisti dopo il successo su Rai 1.

## Puntate
| Puntata | Messa in onda   | Ospiti                                                                                              |
| ------- | --------------- | --------------------------------------------------------------------------------------------------- |
| 1       | 8 gennaio 2016  | Fiorello                                                                                            |
| 2       | 15 gennaio 2016 | Laura Pausini, Giorgio Panariello                                                                   |
| 3       | 22 gennaio 2016 | Enrico Brignano, Francesco Guccini                                                                  |
| 4       | 29 gennaio 2016 | Paola Cortellesi, Pooh con Riccardo Fogli                                                           |
| 5       | 5 febbraio 2016 | Alessandra Amoroso, Andrea Bocelli                                                                  |
| 6       | 1º aprile 2016  | Diego Abatantuono, Claudio Bisio, Checco Zalone e Pupo                                              |
| 7       | 26 maggio 2016  | Vanessa Incontrada, Paoletta, Mauro Marino, Lamberto Sposini, Max Viaggianti, Amadeus e Renato Zero |